# A-League 2008-2009

## Partecipanti campionato 2008-09
| Squadra            | Regione | Presidente        | Allenatore            | Stadio                  | Capacità |
| ------------------ | ------- | ----------------- | --------------------- | ----------------------- | -------- |
| Adelaide Utd       | SA      | Nick Bianco       | John Kosmina          | Hindmarsh Stadium       | 16.500   |
| C.C. Mariners      | NSW     | Ian Kiernan       | Lawrie McKinna        | Central Coast Stadium   | 20.059   |
| Melbourne Victory  | VIC     | Geoff Lord        | Ernie Merrick         | Docklands Stadium       | 56.347   |
| Newcastle Jets     | NSW     | Con Constantine   | Nick Theodorakopoulos | EnergyAustralia Stadium | 28.000   |
| Queensland Roar    | BRI     | John Ribot        |                       | Suncorp Stadium         | 52.500   |
| Perth Glory        | WA      | Michelle Phillips | Ron Smith             | Members Equity Stadium  | 18.450   |
| Wellington Phoenix | NZ      | Terry Serepisos   | Ricki Herbert         | Westpac Stadium         | 35.400   |
| Sydney FC          | NSW     | Edmund Capon      | Terry Butcher         | Aussie Stadium          | 41.159   |

## Classifiche

### Classifica
| Pos. | Squadra            | Pt | G  | V  | N | P  | GF | GS | DR  |
| ---- | ------------------ | -- | -- | -- | - | -- | -- | -- | --- |
| 1.   | Melbourne Victory  | 38 | 21 | 12 | 2 | 7  | 39 | 27 | +12 |
| 2.   | Adelaide Utd       | 38 | 21 | 11 | 5 | 5  | 31 | 19 | +12 |
| 3.   | Queensland Roar    | 36 | 21 | 10 | 6 | 5  | 36 | 25 | +11 |
| 4.   | C.C. Mariners      | 28 | 21 | 7  | 7 | 7  | 35 | 32 | +3  |
| 5.   | Wellington Phoenix | 26 | 21 | 7  | 5 | 9  | 23 | 31 | -8  |
| 6.   | Sydney FC          | 26 | 21 | 7  | 5 | 9  | 33 | 32 | +1  |
| 7.   | Perth Glory        | 22 | 21 | 6  | 4 | 11 | 31 | 44 | -13 |
| 8.   | Newcastle Jets     | 18 | 21 | 4  | 6 | 11 | 21 | 39 | -18 |

Legenda:

      Ammessa alla AFC Champions League 2010
      Ammessa alla AFC Champions League 2010
      Ammesse alle Finals Series
Note:

Tre punti a vittoria, uno a pareggio, zero a sconfitta.

### Classifica Marcatori
Classifica marcatori
| Calciatore        | Squadra            | Gol |
| ----------------- | ------------------ | --- |
| Shane Smeltz      | Wellington Phoenix | 12  |
| Matt Simon        | C.C. Mariners      | 11  |
| Daniel Allsopp    | Melbourne Victory  | 11  |
| Sergio Van Dijk   | Queensland Roar    | 11  |
| Eugene Dadi       | Perth Glory        | 10  |
| Nikita Rukavytsya | Perth Glory        | 10  |
| Cristiano         | Adelaide Utd       | 8   |
| Archie Thompson   | Melbourne Victory  | 8   |
| Travis Dodd       | Adelaide Utd       | 7   |
| Charlie Miller    | Queensland Roar    | 7   |
| Joel Griffiths    | Newcastle Jets     | 7   |

## Semifinali
| 6 febbraio 2009, ore 10:00 UTC+1 andata | C.C. Mariners | 0 – 2 | Queensland Roar |  |

| 7 febbraio 2009, ore 08:30 UTC+1 andata | Adelaide Utd | 0 – 2 | Melbourne Victory |  |

| 13 febbraio 2009, ore 09:30 UTC+1 ritorno | Queensland Roar | 2 – 1 | C.C. Mariners |  |

| 14 febbraio 2009, ore 09:30 UTC+1 ritorno | Melbourne Victory | 4 – 0 | Adelaide Utd |  |

## Finale preliminare
| 21 febbraio 2009, ore 8:30 UTC+1 | Adelaide Utd | 1 – 0 | Queensland Roar |  |

## Finale
| 28 febbraio 2009, ore UTC+1                         | Melbourne Victory | 1 – 0 | Adelaide Utd |  |
| \| \| \| \| \| 60° Tom Pondeljak \| Marcatori \| \| |                   |       |              |  |
|                                                     |                   |       |              |  |
| 60° Tom Pondeljak                                   | Marcatori         |       |              |  |